# GlassFish
GlassFish — сервер застосунків з відкритим сирцевим кодом, який реалізує специфікації Java EE. Спочатку розроблений Sun Microsystems, після поглинання цієї компанії спонсорується корпорацією Oracle. Актуальна версія платформи називається Oracle GlassFish Server (або GlassFish Server Open Source Edition) Код GlassFish поширюється під двома ліцензіями: CDDL v1.0 і GPL v2.

## Історія
Цей проєкт стартував 6 липня 2005. 4 травня 2006, проєкт GlassFish випустив першу версію, з підтримкою специфікацію Java EE 5.
8 травня 2007 анонсовано проєкт SailFin на конференції JavaOne як підпроєкт проєкту GlassFish. Проєкт SailFin націлений на додавання функціональності протоколу Session Initiation Protocol (SIP) у сервлети GlassFish.
17 вересня 2007 спільнота GlassFish випустило 2-ю версію (також відому як Sun Java System Application Server 9.1) з повною підтримкою промислової кластеризації, Microsoft-взаємодіючих вебсервісів, кращими результатами в тестах продуктивності SPECjAppServer.
В основу GlassFish лягли частини коду Java System Application Server компанії Sun і ORM TopLink (рішення для зберігання Java об'єктів в реляційних БД, надане Oracle). Як сервлет-контейнер у ньому використовується модифікований Apache Tomcat, доповнений компонентом Grizzly, що використовують технологію Java NIO.
Актуальна 4-та версія GlassFish з повною підтримкою специфікацій Java EE 7.

## Виноски
1. ↑  Включення виразу "Open Source Edition" до назви продукту сигналізує про припинення його комерційної підтримки, про що було заявлено Oracle в листопаді 2013 року. Користувачам, які потребують комерційної підтримки, рекомендовано використовувати продукт Oracle WebLogic Server.
2. ↑  Домашня сторінка проєкту SailFin [Архівовано 11 липень 2007 у Wayback Machine.](англ.)
3. ↑  The Java Community Process(SM) Program — JSRs: Java Specification Requests — detail JSR# 289 [Архівовано 6 серпня 2014 у Wayback Machine.] (англ.)